# Nadelröschen
Fumana, auch Nadelröschen bzw. vereinzelt auch Heideröschen bzw. Sonnenröschen genannt, ist eine Pflanzengattung innerhalb der Familie der Zistrosengewächse (Cistaceae).
Die etwa 20 Arten gedeihen sowohl meist im subtropisch-mediterranen Klima als auch im warm-gemäßigten Klima Europas und Nordafrikas, Vorderasiens und des Nahen Ostens. Das Zentrum der Artenvielfalt liegt im Mittelmeerraum.

## Beschreibung

### Vegetative Merkmale
Fumana-Arten wachsen als mehrjährige, ausdauernde krautige Pflanzen und oft als Zwergsträucher. Die länglich-elliptischen Laubblätter sind drüsig behaart, grün bis graugrün und gegen- bis meist wechselständig angeordnet, 5–15 mm lang und bis 5 mm breit.

### Generative Merkmale
Die zwittrigen Blüten sind bei einem Durchmesser von 2 bis 5 Zentimetern radiärsymmetrisch und fünfzählig mit doppelter Blütenhülle (Perianth). Kleistogame Blüten können vorkommen. Die Kelchblätter sind ungleich. Die fünf Kronblätter sind gelb. Basalflecken wie beispielsweise bei Cistus ladanifer (Syn.: Halimium lasianthum), Helianthemum nummularium oder Tuberaria guttata fehlen hier gänzlich. Es sind viele Staubblätter vorhanden und der Griffel ist schlank und die breite Narbe ist gelappt. Die mehrsamige Kapselfrucht kann bis ca. 1 cm groß werden, sie öffnet sich mit drei Klappen.

## Standorte

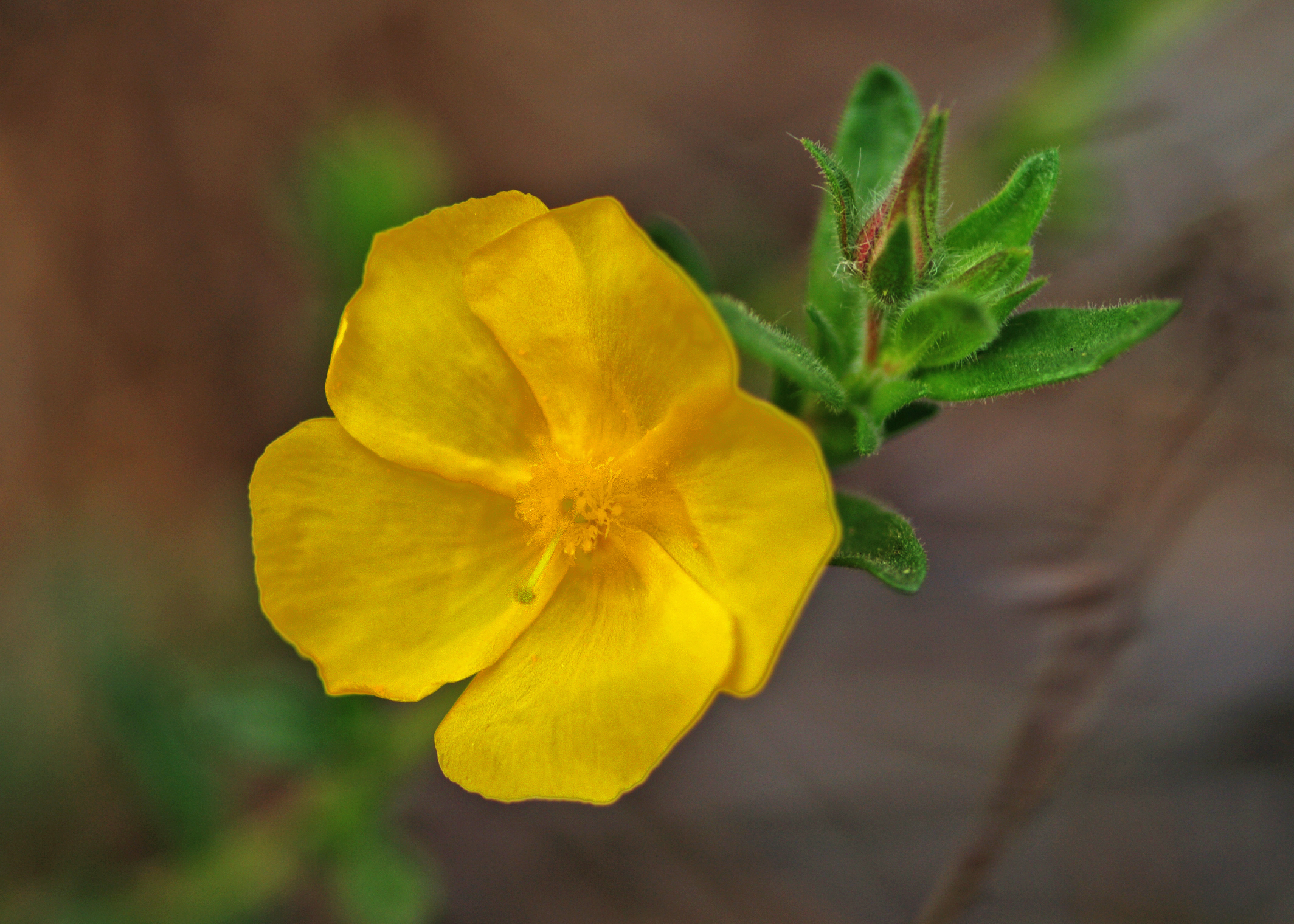
Arabisches Nadelröschen (Fumana arabica)

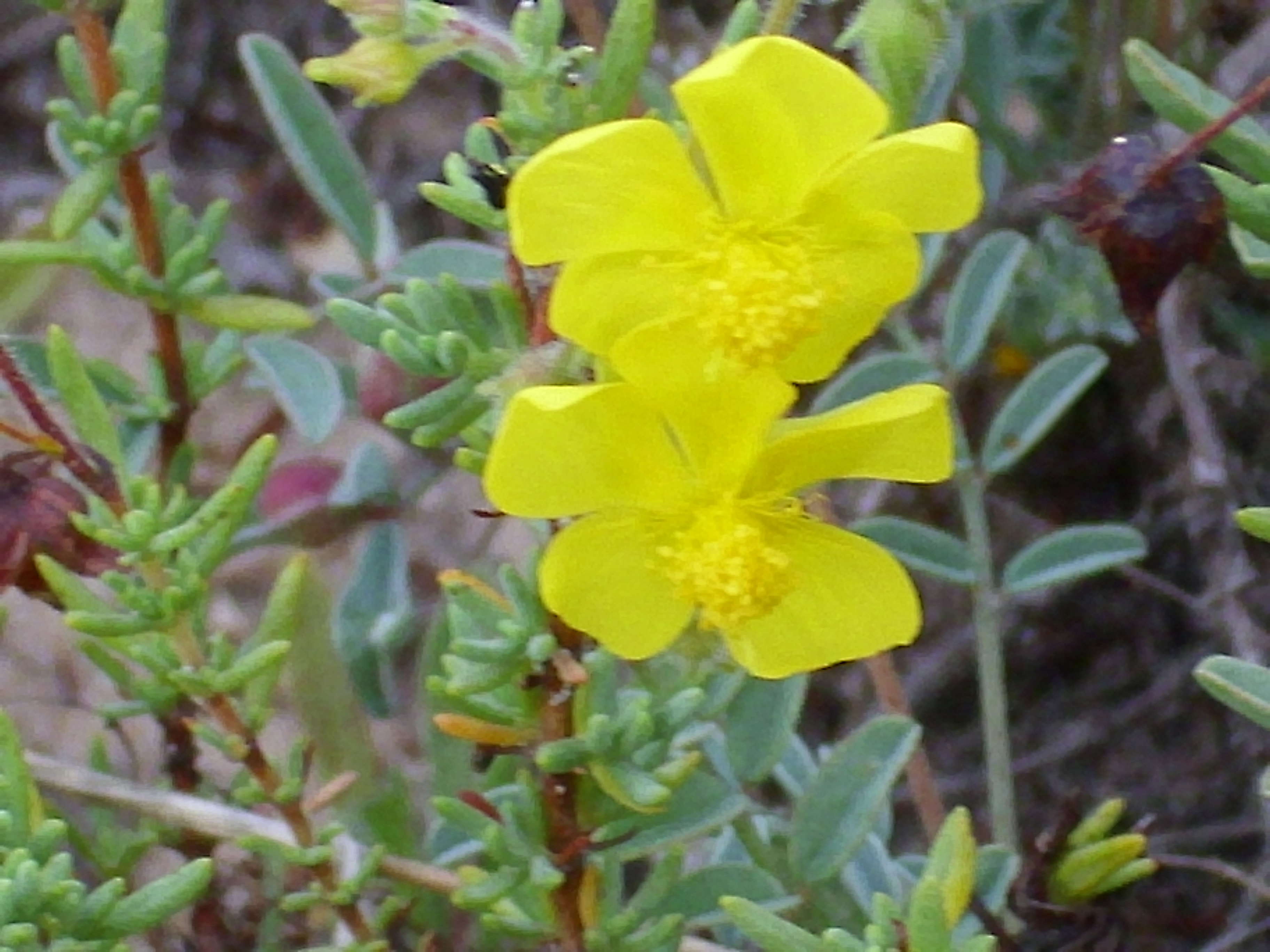
Aufrechtes Nadelröschen (Fumana ericoides)

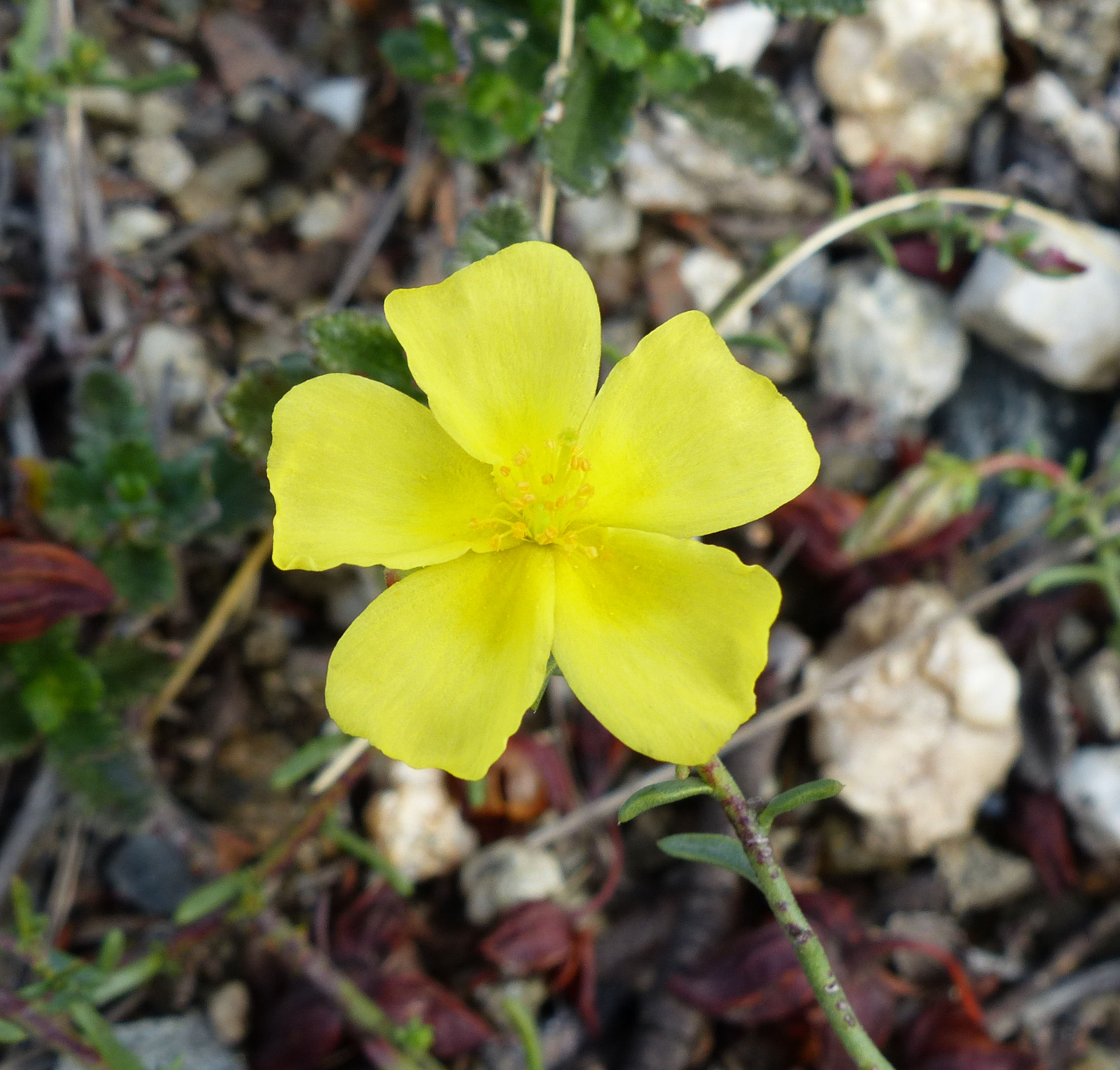
Gewöhnliches Nadelröschen (Fumana procumbens)

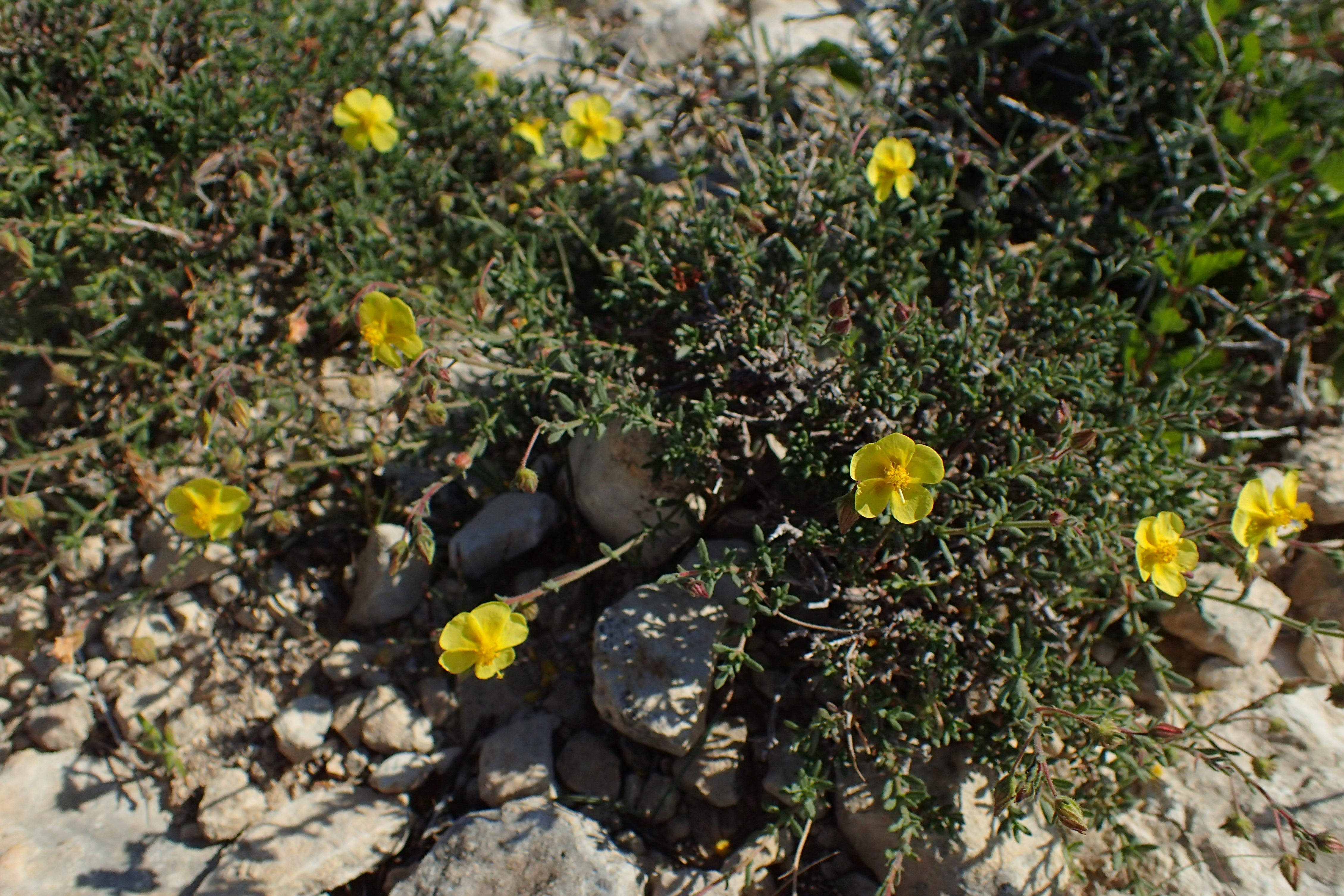
Thymianblättriges Nadelröschen (Fumana thymifolia)

Ihre Habitate sind u. a. Garigues, Felsheiden, Macchien, auf sandigen, felsigen und kalkhaltigen Böden, in Baden-Württemberg auf trockenen, nährstoffarmen, basenreichen Sandböden und auf feinerdearmen Felsstandorten in lückigen Trockenrasen.

## Systematik
Die Gattung Fumana wurde 1836 durch Édouard Sprach in Conspectus Monographiae Cistacearum. in Annales des Sciences Naturelles Botanique, sér. 2, 6, S. 357–375 aufgestellt. Der Artikel über Fumana stammt von dem französischen Professor der Botanik Michel Félix Dunal (1789–1856) aus Montpellier.
Die Gattung Fumana (Dunal) Spach gehört zur Familie der Cistaceae. Die Gattung Fumana bildete früher eine eigene Sektion in der Gattung Helianthemum. In dem Standardwerk Flora Europaea sind 9 Arten verzeichnet. Hier fehlen einige Arten: Fumana fontanesii, Fumana fontqueri, Fumana grandiflora, Fumana juniperina, Fumana lacidulemiensis, Fumana laevis, und Fumana trisperma. Die aufgelistete Art Fumana pinatzii wird als heterotypisches Synonym von Fumana arabica gesehen. Synonyme sind auch Fumana baetica, Fumana ericifolia und Fumana hispidula.
Es gibt etwa 20 Fumana-Arten:
- Fumana aciphylla Boiss.: Sie kommt in Griechenland und der Türkei vor.[9]
- Arabisches Nadelröschen (Fumana arabica (L.) Spach): Es kommt vom südlichen und östlichen Mittelmeerraum bis in den Iran vor.[9]
- Bonaparte-Nadelröschen  (Fumana bonapartei Güemes): Es kommt im früheren Jugoslawien, in Albanien und Griechenland vor.[9]
- Aufrechtes  Nadelröschen (Fumana ericoides (Cav.) Gand.): Es kommt vom westlichen und südlichen Mittelmeergebiet bis ins südliche Mitteleuropa und im Gebiet von Syrien und Libanon vor.[9]
- Fumana fontanesii Clauson ex Pomel: Sie kommt in Tunesien, Algerien und Marokko vor.[9]
- Fumana fontqueri Güemes: Sie kommt im nördlichen Marokko vor.[9]
- Großblütiges Nadelröschen (Fumana grandiflora Jaub. & Spach): Es kommt in der Türkei vor.[9]
- Wacholder-Nadelröschen (Fumana juniperina Lag. ex Dunal): Es kommt in Spanien und Marokko und vielleicht auch in Tunesien vor.[9]
- Fumana lacidulemiensis Güemes: Sie kommt in Spanien vor.[9]
- Glattstieliges Nadelröschen (Fumana laevipes (L.) Spach): Es kommt in Nordafrika und in Südeuropa vor.[9]
- Glattes Nadelröschen (Fumana laevis (Cav.) Pau): Es kommt in Spanien vor.[9]
- Fumana oligosperma Boiss. & Kotschy: Sie kommt von der südlichen Türkei bis Syrien vor.[9]
- Fumana paphlagonica Bornm. & Janch.: Sie kommt in Griechenland, in Kreta und in der Türkei vor.[9]
- Fumana paradoxa Heywood: Sie kommt im südöstlichen Spanien und in Marokko vor.[9]
- Gewöhnliches Nadelröschen (Fumana procumbens (Dunal) Gren.& Godr.): Es kommt in Marokko und von Süd- und Mitteleuropa bis ins südliche Schweden und von Südosteuropa bis in den Kaukasusraum und den Iran vor.[9]
- Fumana scoparia Pomel: Sie kommt im Mittelmeerraum vor.[9]
- Thymianblättriges Nadelröschen (Fumana thymifolia (L.) Spach): Es kommt im Mittelmeerraum vor.[9]
- Fumana trisperma Hub.-Mor. & Reese: Sie kommt in der zentralen Türkei vor.[9]
- Fumana viridis (Ten.) Sennen: Sie kommt in Marokko, Tunesien, Spanien, Frankreich, Italien, Sizilien, in der Türkei, in Zypern, der Ägäis und im Gebiet von Syrien, Libano, Jordanien und Israel vor.[9]

Es wird zwischen drei Untergattungen unterschieden: der Subgenus I Fumana (Fumana scoparia, Fumana paradoxa, Fumana lacidulemiensis, Fumana ericoides, Fumana procumbens), der Subgenus II Pomelina (Fumana fontanesii) und der Subgenus III Fumanopsis (Fumana laevipes, Fumana thymifolia, Fumana laevis, Fumana juniperina). Die Zusammengehörigkeit der Untergattungen, und damit die Monophylie der Gattung, wurde in einer genetischen Untersuchung bestätigt.

## Etymologie
Der Gattungsname Fumana von Thomas Bartholin (1673) geschaffen, kommt wahrscheinlich vom gräulichen Aussehen der behaarten Blätter, die wie geräuchert aussehen. Das lateinischen Wort fumus, gleichbedeutend mit Rauch, war hier wohl namensgebend.